# Thean Houtempel
Thean Houtempel is een Chinese tempelcomplex in Kuala Lumpur. Het heeft zes verdiepingen en heeft een oppervlakte van 6760 m². De tempel werd in 1987 voltooid en in 1989 officieel geopend. Het eigendom is van Selangor & Federal Territory Hainan Association (Persatuan Hainan Selangor & Wilayah Persekutuan) en wordt ook door hun beheerd. De tempel werd door de Chinese Maleisiërs van Hainanse afkomst gebouwd. De tempel is gewijd aan Tianhou. In de grote gebedshal van de tempel staan drie grote beelden. In het midden Tianhou, links van haar Guanyin en rechts van het Tian staat Shui Wei Sheng Niang. Tussen de drie altaren staan twee bekers voor qiuqian. In de tempel worden ook huwelijken gesloten.